# Ondavské Matiašovce
Ondavské Matiašovce (bis 1946 slowakisch „Matiašovce“ – bis 1927 „Maťášovce“; ungarisch Zemplénmátyás – bis 1907 Matyasóc) ist eine Gemeinde im Osten der Slowakei mit 803 Einwohnern (Stand 31. Dezember 2024), die im Okres Vranov nad Topľou, einem Teil des Prešovský kraj, liegt und zur traditionellen Landschaft Zemplín gehört.

## Geographie
Die Gemeinde befindet sich am Übergang von den Niederen Beskiden in das sogenannte Hügelland von Pozdišovce (slowakisch Pozdišovská pahorkatina), einen Teil des Ostslowakischen Tieflands, im Tal der Ondava. Das Ortszentrum liegt auf einer Höhe von 133 m n.m. und ist 11 Kilometer von Vranov nad Topľou entfernt.
Nachbargemeinden sind Žalobín im Norden, Štefanovce im Nordosten, Tovarné im Osten und Süden, Sedliská im Südwesten, Benkovce im Westen und Malá Domaša im Nordwesten.

## Geschichte
Die heutige Gemeinde entstand im 13. und 14. Jahrhundert und wurde zum ersten Mal 1451 in einer Urkunde des Konvents von Leles als Mathiasfalva schriftlich erwähnt. Dort wurde die Teilung des alten Herrschaftsgebiets von Brekov und Jasenov zwischen zwei Zweigen des Geschlechts Drugeth behandelt. Durch Verpfändungen im 16. und 17. Jahrhundert wurden unter anderen Mitglieder der Geschlechter Barkóczy und Révay Gutsherren. 1600 war eine Steuer für insgesamt 21 Häuser fällig, damals besaß das Dorf einen Pfarrhof, eine Kirche sowie eine Schule. 1623 verwüstete ein Brand einen Teil des Ortes. 1828 zählte man 70 Häuser und 502 Einwohner, deren Haupteinnahmequellen Landwirtschaft, Viehhaltung und Weberei waren.
Bis 1918 gehörte der im Komitat Semplin liegende Ort zum Königreich Ungarn und kam danach zur Tschechoslowakei beziehungsweise heute Slowakei.

## Bevölkerung
| Jahr                | 1994 | 2004    | 2014    | 2024    |
| ------------------- | ---- | ------- | ------- | ------- |
| Anzahl der Personen | 753  | 811     | 825     | 803     |
| Unterschied         |      | +7,70 % | +1,72 % | −2,66 % |

| Jahr                | 2023 | 2024    |
| ------------------- | ---- | ------- |
| Anzahl der Personen | 799  | 803     |
| Unterschied         |      | +0,50 % |

Nach der Volkszählung 2011 wohnten in Ondavské Matiašovce 817 Einwohner, davon 749 Slowaken, 43 Roma und vier Tschechen. 21 Einwohner machten keine Angabe zur Ethnie.
720 Einwohner bekannten sich zur römisch-katholischen Kirche, 62 Einwohner zur griechisch-katholischen Kirche, fünf Einwohner zur orthodoxen Kirche, drei Einwohner zu den Zeugen Jehovas sowie jeweils ein Einwohner zur apostolischen Kirche und zur Evangelischen Kirche A. B. Ein Einwohner war konfessionslos und bei 24 Einwohnern wurde die Konfession nicht ermittelt.

## Baudenkmäler
- römisch-katholische Nikolauskirche im gemischten barock-klassizistischen Stil aus dem Jahr 1773